# Système Castafiore
La compagnie Système Castafiore, créée en 1989, est une compagnie de danse conventionnée par le Ministère de la Culture et de la Communication (DRAC PACA), le Conseil général des Alpes-Maritimes, le Conseil régional de Provence-Alpes-Côte d'Azur, actuellement en résidence à Grasse.
Les spectacles de cette compagnie allient danse, jeu théâtral, images de synthèse et installations sonores. Cette pluridisciplinarité est possible grâce à l’union de la chorégraphe Marcia Barcellos et le metteur en scène et musicien Karl Biscuit, tous deux anciens élèves d'Alwin Nikolais.
À ce jour, la compagnie compte 19 créations dont plusieurs sont des commandes pour des ballets nationaux.

## Les fondateurs

### Marcia Barcellos
Marcia Barcellos est née à São Paulo, avant de venir en France à ses 17 ans. Elle participe à un stage d’été organisé par Alwin Nikolais. Par la suite, elle rejoint le Centre national de danse contemporaine d'Angers. Après avoir dansé plusieurs créations d’Alwin Nikolais, elle part à Paris et suit cette fois le travail de Quentin Rouillier.
En 1981, elle fonde le collectif Lolita avec d’autres artistes dont Dominique Rebaud, Alain Michon, Santiago Sempere.
En 1986, elle rejoint le groupe Tuxedomoon en tant que chanteuse.
En 1989, elle fonde avec Karl Biscuit la compagnie Système Castafiore.

### Karl Biscuit
Karl Biscuit est un compositeur doublé d’un metteur en scène. Il est issu de la mouvance des musiques expérimentales nord-européennes, il fait partie du label Crammed Discs.
Il signe des musiques pour des chorégraphes comme Philippe Decouflé ou Dominique Boivin.
Il se forme à l’écriture chorégraphique avec Alwin Nikolais puis rencontre Marcia Barcellos avec qui il fonde la compagnie Système Castafiore.

## InspirationAlwin Nikolais
Alwin Nikolais était un danseur et chorégraphe qui a révolutionné la danse moderne. Lui-même inspiré par la danse de Mary Wigman et de Hanya Holm, il fut un des premiers à expérimenter la danse comme un art total et à remettre en question la conception traditionnelle du danseur.
La compagnie Système Castafiore s’est beaucoup inspirée de son travail pour constituer leurs spectacles, notamment pour Stand Alone Zone.

## Projet chorégraphique
Le projet chorégraphique de Système Castafiore procède d'une approche complexe. En effet, on constate une grande diversité tant dans les sources d’inspirations que dans les formes utilisées mais aussi dans le rapport que la danse entretient avec les autres disciplines. La musique permet aux danseurs d'incarner des voix constituées en scénario sonore. Le costume réinvente des morphologies et prolonge le corps grâce aux accessoires et masques. L'image numérique propose des nouveaux territoires scénographiques. Le tout s'imbrique parfaitement dans une forme de théâtre chorégraphique qui  propose différents niveaux de lecture et s'ouvre en cela à l'imaginaire du spectateur.    
La compagnie Système Castafiore s’intéresse aux nouvelles imageries que proposent les arts numériques, notamment le cinéma d'animation, les vidéos expérimentales et l’univers du jeu vidéo.
Ils s’attachent, en particulier, au mode de mise en jeu de ces dispositifs dans le champ du spectacle vivant. Les outils se sont largement démocratisés et offrent aux artistes un vaste terrain d'expérimentation, de bricolage, de réappropriation.
De leur point de vue, les arts numériques participeront à l'émergence de nouvelles formes théâtrales et chorégraphiques en inventant une poétique de demain.
En 2013, une fabrique de spectacle dont la direction sera confiée à Système Castafiore, verra le jour sur le territoire de l'agglomération Grasse-Mouans-Sartoux. Il s’agira d’un outil de création d’abord pour la danse. Cependant il sera mis à disposition un grill technique, et des ateliers décors, costumes, vidéo et son. Cette fabrique permettra à la compagnie de monter de nouvelles créations mais aussi d’accueillir d’autres compagnies. Cet outil de création sera en relation avec un nouveau théâtre de 800 places. Tout cet ensemble sera, pour la région, un lieu unique de création artistique et notamment dans le champ chorégraphique.

## Créations
- 1990 : Aktualismus Oratorio Mongol présenté au Festival de Copenhague
- 1992 : Anathématik Kaos Illimite, Le Trident, scène nationale de Cherbourg
- 1993 : 4 log Volapük, Biennale nationale de danse du Val-de-Marne[5]
- 1994 : Topinanburg 150, Festival d'Automne de Paris
- 1996 : Almanach Bruitax, Biennale de la danse de Lyon, MC93 Bobigny[6]
- 1998 : Anthrop[7] (Modulo 1), MC93 Bobigny
- 1999 : Lucioles et Autres Stratagèmes[8], Théâtre de Grasse, Théâtre de l'Athénée-Louis-Jouvet

Very small creatures, Ballets de Monte-Carlo (commande)
Diktat sur Gabuzomeuland, Adem 06, Palais des festivals de Cannes, Théâtre de Nice.
- 2000 : Récits des Tribus Oméga[10], La Filature de Mulhouse, Maison des Arts de Créteil, Maison de la danse de Lyon
- 2001 : Générator NR-Van, Alliances françaises en Inde[11].

Low Frequency Oscillator, Ballet national de Lorraine, Nancy (commande)
- 2003 : La Semaine des 4 Jeudis, Théâtre des Salins–Martigues, Maison des Arts de Créteil
- 2004 : L'Office des longitudes, Adem 06, Palais des festivals de Cannes, Acropolis de Nice

PH – {PROGRAM}, Théâtre de Saint-Quentin-en-Yvelines
- 2006 : Encyclopédie des tendances souterraines, Théâtre de Grasse
- 2008 : Protokol : Prokop, Théâtre national de Chaillot, Ville de Saint-Raphaël

Manuel du merveilleux : W-A°, Théâtre de Grasse, Scène nationale 61
- 2009 : Stand Alone Zone, Biennale de danse de Cannes, Théâtre de Grasse[12]
- 2011 : Les Chants de L'umaï[13]
- 2012 : Renée en botaniste dans les plans hyperboles[14], Théâtre de Grasse

## Sources
- Thomas Hahn, « Système Castafiore », revue Danser, novembre 2010.
- Martine Lachaud, « Danse : Marcia Barcellos et Karl Biscuit », L'Express, 17 avril 1997.
- Raphaël de Gubernatis, « Danse : Marcia Barcellos et Les Chants de l'Umaï », Le Nouvel Observateur, 15 octobre 2011.
- Jean-Marc Lachaud, Pour une critique partisane : quelques preuves à l'appui, L'Harmattan, 2010  (ISBN 2296116477).
- Théâtre-public, revue bimestrielle de l'Ensemble théâtral de Gennevilliers, n° 128, éd. L'Ensemble, 1996.